# Estação Independencia (Linha C do Metro de Buenos Aires)
A Estação Independencia é uma das estações do Metro de Buenos Aires, situada em Buenos Aires, entre a Estação Moreno e a Estação San Juan. Faz parte da Linha C e faz integração com a Linha E através da Estação Independencia.
Foi inaugurada em 09 de novembro de 1934. Localiza-se no cruzamento da Avenida Independencia com a Rua Bernardo de Irigoyen. Atende o bairro de Constitución.